# Martin Brick

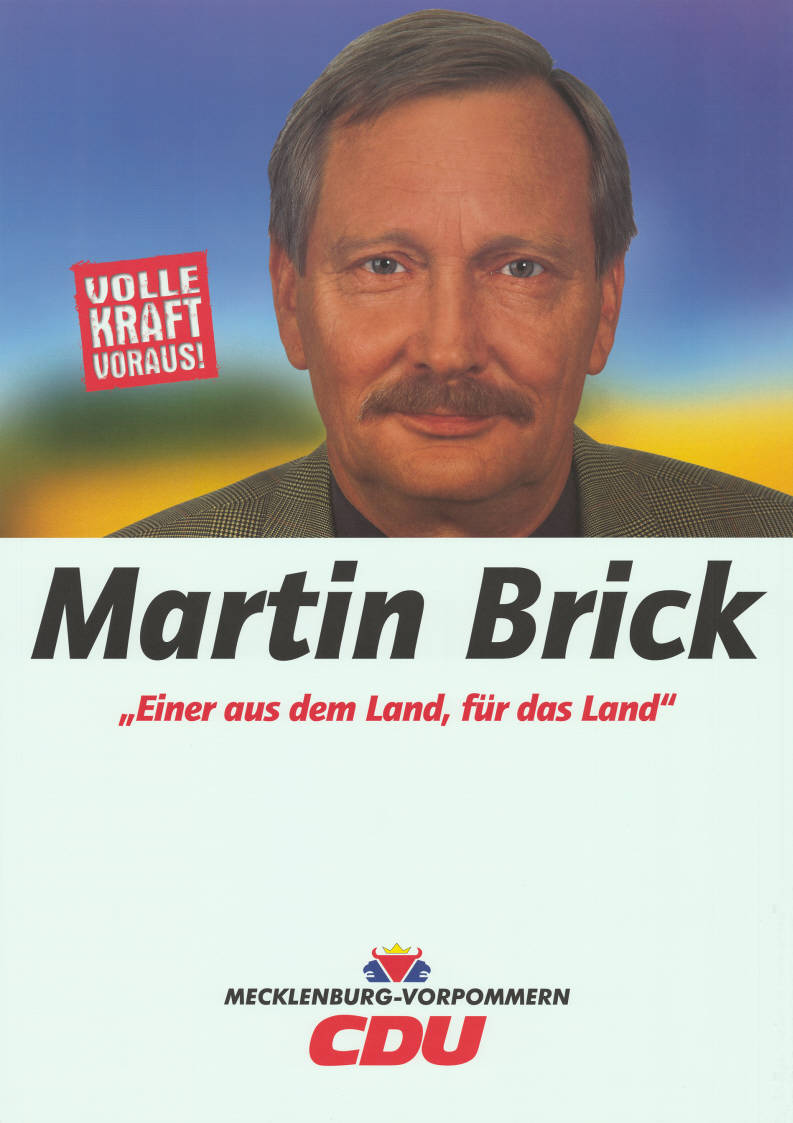
Martin Brick auf einem Landtagswahlplakat 1998

Martin Brick (* 18. März 1939 in Demmin) ist ein deutscher Politiker (CDU). Er war von 1990 bis 1998 Landwirtschaftsminister von Mecklenburg-Vorpommern.

## Leben und Beruf
Der Sohn eines evangelischen Pastors arbeitete nach dem Abitur an der Erweiterten Oberschule in Stralsund zunächst im Gartenbau. Brick nahm 1959 ein Studium der Veterinärmedizin an der Universität Leipzig auf, das er 1964 mit dem Staatsexamen beendete. Anschließend war er als Tierarzt tätig. Von 1980 bis 1982 absolvierte er die Ausbildung zum Fachtierarzt in Berlin und war bis 1990 Leiter einer Gemeinschaftspraxis in Woldegk. Von 2000 bis 2007 war er Präsident des Deutschen Fischerei-Verbands. Brick ist geschieden und hat drei Kinder.

## Politik

### In der DDR
Brick trat 1970 der Vereinigung der gegenseitigen Bauernhilfe bei, einer sogenannten Massenorganisation, die Teil der Nationalen Front der DDR war. Zudem war er von 1971 bis 1987 Mitglied der Blockpartei CDU und gehörte von 1971 bis 1978 dem Kreistag von Strasburg an. Während einer Besuchsreise nach Lübeck nahm er Kontakt mit der dortigen West-CDU auf und gehörte von 1988 bis 1990 deren Ortsgruppe Lübeck-Hüxtertor an. Während der Wendezeit wurde er im Mai 1990 wieder Mitglied des CDU-Kreisverbands Strasburg. Brick amtierte von Juni bis September 1990 als Regierungsbevollmächtigter des Bezirks Neubrandenburg. Außerdem war er von August bis Oktober 1990 Landessprecher des zu gründenden Landes Mecklenburg-Vorpommern.

### Nach der Wiedervereinigung
Mit der Neugründung des Landes Mecklenburg-Vorpommern wurde Brick am 3. Oktober 1990 Landesbevollmächtigter, d. h. kommissarischer Regierungschef bis zur Wahl des ersten Ministerpräsidenten am 27. Oktober. Dieses Amt übernahm jedoch nicht er, sondern sein Parteikollege Alfred Gomolka. In dessen Regierung wurde Brick als Minister für Ernährung, Landwirtschaft, Forsten und Fischerei berufen. Nach dem Rücktritt Gomulkas im März 1992 gehörte er auch der von Ministerpräsident Berndt Seite geleiteten Folgeregierung an und übernahm nach dem Rücktritt von Petra Uhlmann vom 31. März bis 19. April 1993 zusätzlich die kommissarische Leitung des Umweltministeriums. In der schwarz-roten Regierung Seite II erhielt sein Ministerium am 9. Dezember 1994 die Bezeichnung Landesministerium für Landwirtschaft und Naturschutz. Nach der Wahlniederlage der CDU bei den Landtagswahlen 1998 und der Bildung einer Koalition aus SPD und PDS schied er am 3. November 1998 aus der Regierung aus.
Brick gehörte von 1990 bis 2006 dem Landtag von Mecklenburg-Vorpommern an und war dort von 1998 bis 2002 stellvertretender Vorsitzender des Landwirtschaftsausschusses. Als direkt gewählter Abgeordneter vertrat er zunächst den Wahlkreis Pasewalk–Strasburg und ab 1994 den Wahlkreis Demmin II. Außerdem wurde er in den Rat der Gemeinde Barnin und den Kreistag des Kreises Parchim gewählt.
Von 1993 bis 2001 war er Mitglied im Landesvorstand der CDU Mecklenburg-Vorpommern.

## Ehrungen
- 2012: Verdienstkreuz am Bande der Bundesrepublik Deutschland